# برندا تیلور (قایقران روئینگ)
برندا تیلور (انگلیسی: Brenda Taylor؛ زادهٔ ۲۸ اکتبر ۱۹۶۲) قایقران روئینگ اهل کانادا بود.